# Élections législatives de 1951 en Charente-Maritime
Les élections législatives françaises de 1951 se déroulent le 17 juin 1951.

## Mode de scrutin
Les députés sont élus selon le système de représentation proportionnelle suivant la règle de la plus forte moyenne dans le département, sans panachage ni vote préférentiel. Il y a 586 sièges à pourvoir.
Dans le département de la Charente-Maritime, six députés sont à élire.

## Candidats

### Liste du Rassemblement des gauches républicaines
| N° | Candidats | Candidats        | Parti | Principales fonctions                                                                                     |
| -- | --------- | ---------------- | ----- | --- |
| 01 |           | Roger Gaborit    | RGR   | Député sortant, maire de Rochefort                                                                        |
| 02 |           | Jacques Verneuil | RGR   | Ingénieur agricole, propriétaire-exploitant à Villars-en-Pons                                             |
| 03 |           | Maurice Sauvêtre | RGR   | Propriétaire-exploitant, géomètre-expert, conseiller général du canton de Montendre, maire de Courpignac  |
| 04 |           | Charles Pineau   | RGR   | Propriétaire-exploitant, docteur-vétérinaire, conseiller général, adjoint au maire de Saint-Jean-d'Angély |
| 05 |           | André Caen       | RGR   | Commerçant, membre de la Chambre de commerce de La Rochelle                                               |
| 06 |           | Maurice Bécuwe   | RGR   | Secrétaire général du bureau des équipements d’outre-mer, maire de Port-des-Barques                       |

### Liste du Rassemblement du peuple français
| N° | Candidats | Candidats             | Parti | Principales fonctions                                                           |
| -- | --------- | --------------------- | ----- | ------------------------------------------------------------------------------- |
| 01 |           | Max Brusset           | RPF   | Député sortant, ancien chef de cabinet de Georges Mandel                        |
| 02 |           | Albert Bignon         | RPF   | Avocat, conseiller général, conseiller municipal de Rochefort, ancien résistant |
| 03 |           | Michel Noël           | RPF   | Propriétaire exploitant                                                         |
| 04 |           | Michel Grenot         | RPF   | Cultivateur, conseiller général de Saintes, maire de Thénac                     |
| 05 |           | Maurice Nisseron      | RPF   | Ouvrier de la SNCF                                                              |
| 06 |           | Antony Dubois-Fesseau | RPF   | Inscrit maritime, ostréiculteur, maire de Saint-Trojan                          |

### Liste d’Union républicaine et résistante et antifasciste
| N° | Candidats | Candidats          | Parti | Principales fonctions                                                                |
| -- | --------- | ------------------ | ----- | ------------------------------------------------------------------------------------ |
| 01 |           | Georges Gosnat     | PCF   | Député sortant, ancien sous-secrétaire d'Etat                                        |
| 02 |           | Maurice Brillouet  | PCF   | Député sortant, conseiller général, conseiller municipal et ancien maire de Surgères |
| 03 |           | Jacqueline Boucher | PCF   | Ancienne institutrice                                                                |
| 04 |           | Paul Durand        | PCF   | Cultivateur propriétaire-exploitant, Mirambeau                                       |
| 05 |           | Albert Vrignon     | PCF   | Docker, secrétaire général du Syndicat des dockers de La Pallice,                    |
| 06 |           | Fulbert Gaurichon  | PCF   | Cheminot, conseiller municipal de Saintes                                            |

### Liste socialiste
| N° | Candidats | Candidats       | Parti | Principales fonctions                                                |
| -- | --------- | --------------- | ----- | -------------------------------------------------------------------- |
| 01 |           | Roger Faraud    | SFIO  | Instituteur, député sortant, ancien résistant                        |
| 02 |           | René Baraton    | SFIO  | Instituteur, conseiller général, conseiller municipal de La Rochelle |
| 03 |           | Henri Guérinaud | SFIO  | Cultivateur à Chives, conseiller général du canton d'Aulnay          |
| 04 |           | René Bodard     | SFIO  | Imprimeur, maire de Fouras                                           |
| 05 |           | Robert Bouot    | SFIO  | Exploitant agricole, conseiller municipal de Vouhé                   |
| 06 |           | Roger Moreau    | SFIO  | Viticulteur exploitant, maire de Saint-Sorlin-de-Conac               |

### Liste du Mouvement républicain populaire et Divers droite
| N° | Candidats | Candidats       | Parti     | Principales fonctions              |
| -- | --------- | --------------- | --------- | ---------------------------------- |
| 01 |           | Pierre Truffaut | MRP       | Député sortant, assureur           |
| 02 |           | René Garnier    | PPUS      | Agriculteur                        |
| 03 |           | Octave Drouet   | PPUS      | Agriculteur à Jonzac               |
| 04 |           | Jean Lamaignère | Centriste | Notaire à Saint-Genis-de-Saintonge |
| 05 |           | Maurice Cellou  | PPUS      | Cultivateur à Réaux-sur-Trèfle     |
| 06 |           | Roger Gourdon   | Centriste | Employé de bureau                  |

## Élus
Les six députés élus sont :
|   | Député sortant     |  | Groupe parlementaire | Député élu       |  | Groupe parlementaire |
| - | ------------------ |  | -------------------- | ---------------- |  | -------------------- |
| 1 | Georges Gosnat     |  | PCF                  | Max Brusset      |  | RPF                  |
| 2 | Maurice Brillouet  |  | PCF                  | Albert Bignon    |  | RPF                  |
| 3 | Christian Vieljeux |  | PRL                  | Roger Gaborit    |  | RGR                  |
| 4 | Pierre Truffaut    |  | MRP                  | Jacques Verneuil |  | RGR                  |
| 5 | Roger Faraud       |  | SFIO                 | Georges Gosnat   |  | PCF                  |
| 6 | Roger Gaborit      |  | RGR                  | Roger Faraud     |  | SFIO                 |

## Résultats

### Résultats à l'échelle du département
| Parti          | Parti                                           | Tête de liste   | Résultats | Résultats | Sièges |
| Parti          | Parti                                           | Tête de liste   | Voix      | %         | Sièges |
| -------------- | ----------------------------------------------- | --------------- | --------- | --------- | ------ |
|                | Rassemblement du peuple français                | Max Brusset     | 65 527    | 34,72     | 2      |
|                | Parti communiste français                       | Georges Gosnat  | 41 802    | 22,15     | 1      |
|                | Rassemblement des gauches républicaines*        | Roger Gaborit   | 37 593    | 19,92     | 2      |
|                | Section française de l'Internationale ouvrière* | Roger Faraud    | 25 069    | 13,28     | 1      |
|                | Mouvement républicain populaire*                | Pierre Truffaut | 17 209    | 9,12      | 0      |
|                |                                                 |                 |           |           |        |
| Inscrits       | Inscrits                                        | Inscrits        | 260 624   | 100,00    | 6      |
| Votants        | Votants                                         | Votants         | 193 582   | 74,28     |        |
| Abstention     | Abstention                                      | Abstention      | 67 042    | 25,72     |        |
| Blancs ou nuls | Blancs ou nuls                                  | Blancs ou nuls  | 4 859     | 2,51      |        |
| Exprimés       | Exprimés                                        | Exprimés        | 188 723   | 97,49     |        |

*Listes apparentées entre-elles